# Таёжный (Кежемский район)
Таёжный — посёлок, находящийся на межселенной территории Кежемского района Красноярского края.

## Географическое положение
Село расположено в 74 километрах по прямой на восток от города Кодинск на правом берегу Ангары.

## Климат
Климат резко континентальный. Характерно тёплое лето и умеренно суровая малоснежная зима. Зимой устанавливается область высокого давления. Самый холодный месяц в году январь со среднемесячной температурой -26,9 °С. Абсолютный минимум равен -60 °С. Переход среднесуточной температуры к положительным температурам происходит в конце апреля. Самый тёплый месяц – июль, со среднемесячной температурой +18,4 °С. Абсолютный максимум +37 °С. Переход к среднесуточной температуре выше +10 °С осуществляется в конце мая. Расчётная температура самой холодной пятидневки –50 °С. Продолжительность отопительного периода составляет 254 дня. Годовое количество осадков составляет 283 мм. Летние осадки, в период с апреля по октябрь, составляют 77% годовой суммы осадков, с максимумом в июле, августе, сентябре.

## История
В 1965 году в 60 километрах от районного центра началось строительство посёлка лесохимиков и лесозаготовителей – Карыба. В 1966 году были построены дома на первой улице — Набережной.
В 1967 году посёлок был переименован в Таёжный. В этом же году здесь был открыт ФАП. В 1968 году образовался Кежемский химлесхоз, который заготавливал живицу, а в 1969 году – Таёжинский леспромхоз, заготавливающий и сплавляющий по Ангаре сотни кубометров леса.
В 2015 году принят закон Красноярского края об упразднении посёлка и переселении жителей в связи с тем, что посёлок находится в зоне берегопереработки – активного переформирования берегов в результате наполнения ложа водохранилища Богучанской ГЭС.
К октябрю 2017 года население переселилось в другие населённые пункты, большей частью в Кодинск.

## Население
| 1989 | 2002 | 2010 | 2012 | 2013 | 2014 | 2015 |
| ---- | ---- | ---- | ---- | ---- | ---- | ---- |
| 1628 | ↘608 | ↘286 | ↘263 | ↘248 | ↘237 | ↘231 |
| 2016 | 2017 |      |      |      |      |      |
| ↘165 | ↘0   |      |      |      |      |      |

Постоянное население 608 человек (2002),  в том числе русские 91%..